# WinDVD
WinDVD — коммерческий видео/аудиоплеер для Microsoft Windows. Позволяет смотреть формат DVD-Video на персональных компьютерах. Резервные копии DVD-Video (к примеру, созданные с помощью утилиты DVD Decrypter, которая позволяет снять защиту с DVD диска и переписать содержимое на жёсткий диск), которые записаны на жёстком диске также могут быть воспроизведены. К тому же, WinDVD может быть использован для того, чтобы воспроизвести видео/аудио в другие форматы, которые закодированы с помощью различных кодеков, таких как DivX, Xvid, Windows Media Video (video и mp3) и AAC audio. Новые версии программного продукта поддерживают Blu-ray Disc и HD DVD (поддержка HD DVD была удалена после выпуска WinDVD 9) с поддержкой CPRM DRM. Медиаплеер принадлежит компании Corel, которая купила InterVideo в 2006 году.

## Поддерживаемые форматы
Поддерживаемые видео форматы/кодеки: MPEG-1, MPEG-2 (включая поддержку HD), MPEG-TS, DVD-Video, MiniDVD, MPEG-4 Part 2 (Xvid, DivX и DivX Pro), H.264/MPEG-4 AVC, VC-1, WMV HD, DVD-VR, DVD+VR, 3GPP и 3GPP2, QuickTime, RealMedia/RealVideo.
Поддерживаемые аудио форматы/кодеки: WAV, MP3, AAC, LPCM, MLP Lossless, Dolby Digital (5.1) и Dolby Digital (2.0), Dolby Digital EX, DTS 2.0 и 5.1, DTS Neo:6, DTS 96/24, DTS-ES Discrete, RealMedia/RealAudio.